# Śpiewająca rewolucja

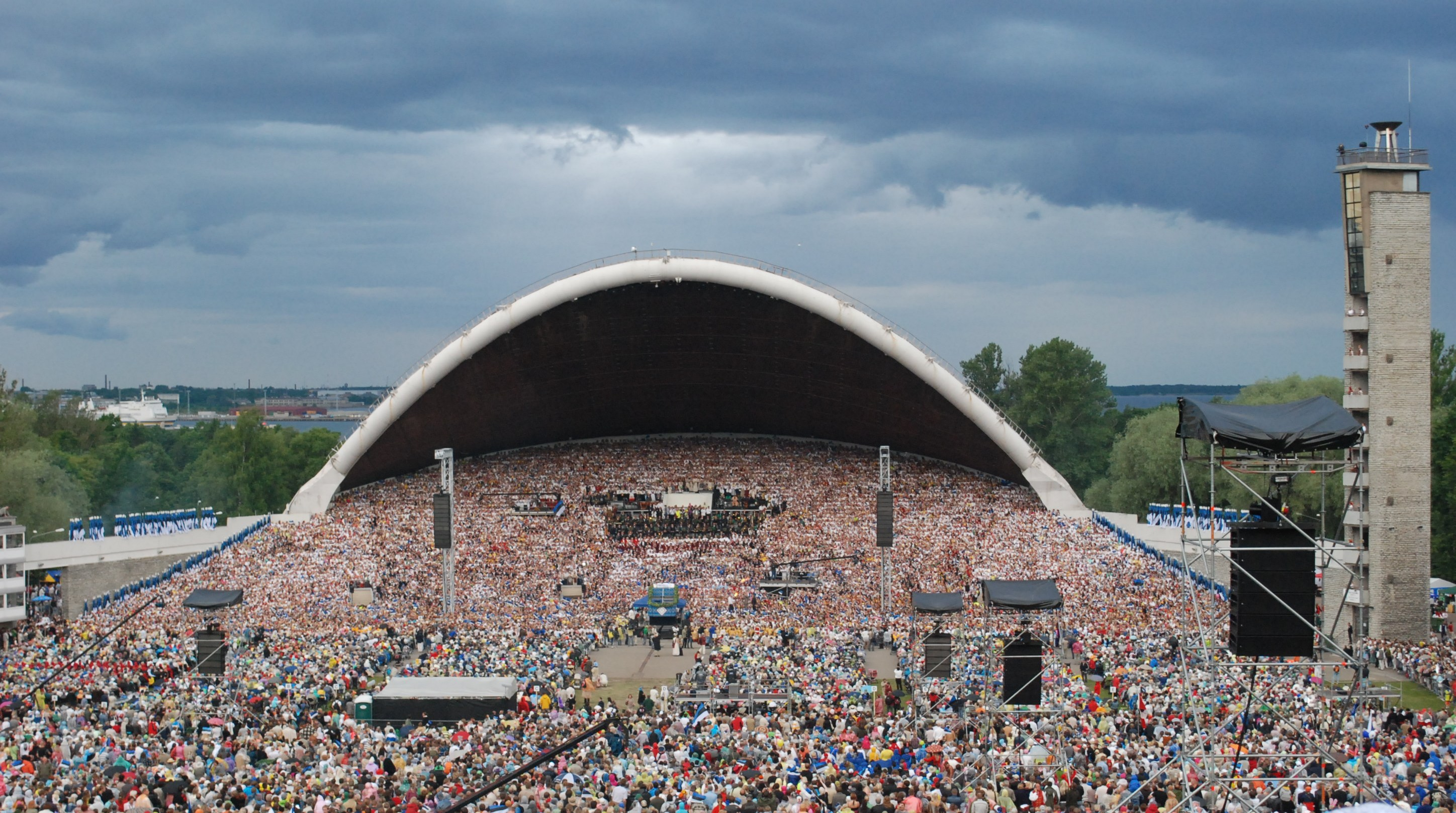
XXV Festiwal Estoński Festiwal Pieśni

Śpiewająca rewolucja – potoczna nazwa wydarzeń mających miejsce pomiędzy 1987 a 1991 na Litwie, Łotwie i w Estonii, które w efekcie doprowadziły do odzyskania przez nie niepodległości.
Określenie śpiewająca rewolucja zostało ukute przez estońskiego artystę i działacza – Heinza Valka, w artykule opublikowanym w tydzień po spontanicznych, masowych, nocnych śpiewach w Tallinnie w dniach 10–11 czerwca 1988. Śpiewy te są głęboko zakorzenione w estońskiej tradycji, którą wyraża Festiwal Pieśni Estońskiej. W czasach sowieckich wspólne śpiewanie ludowych pieśni na tychże festiwalach stało się czynnikiem kształtującym estońską tożsamość oraz solidarność w oporze przeciwko komunizmowi i próbom rusyfikacji kraju.

## Estonia
W lutym 1987 r. został ujawniony plan rządu radzieckiego dotyczący wydobywania fosforytu w powiecie Lääne-Viru z potencjalnie katastrofalnymi konsekwencjami dla środowiska i społeczeństwa. To zapoczątkowało publiczną kampanię na rzecz ochrony środowiska w tzw. kampanię fosforytową. Z kolei 23 sierpnia 1987 r. grupa MRP-AEG (est. Molotov-Ribbentropi Pakti Avalikustamise Eesti Grupp), zorganizowała spotkanie w Hirvepark na Starym Mieście w Tallinnie w rocznicę paktu Ribbentrop – Mołotow, żądając ujawnienia i potępienia jego tajnego protokołu, domagając się też przestrzegania praw człowieka. Władze wyłączyły nagłośnienie, ale nikt nie został aresztowany.
Kolejnym ważnym wydarzeniem w Estonii była premiera utworu „Pięć pieśni patriotycznych” Alo Mattiisena na festiwalu Tartu Pop w maju 1988 r. W czerwcu tego samego roku odbył się Festiwal Starego Miasta w Tallinnie. Po oficjalnej części uczestnicy przenieśli się na Teren Festiwalu Piosenki i zaczęli spontanicznie śpiewać pieśni patriotyczne.

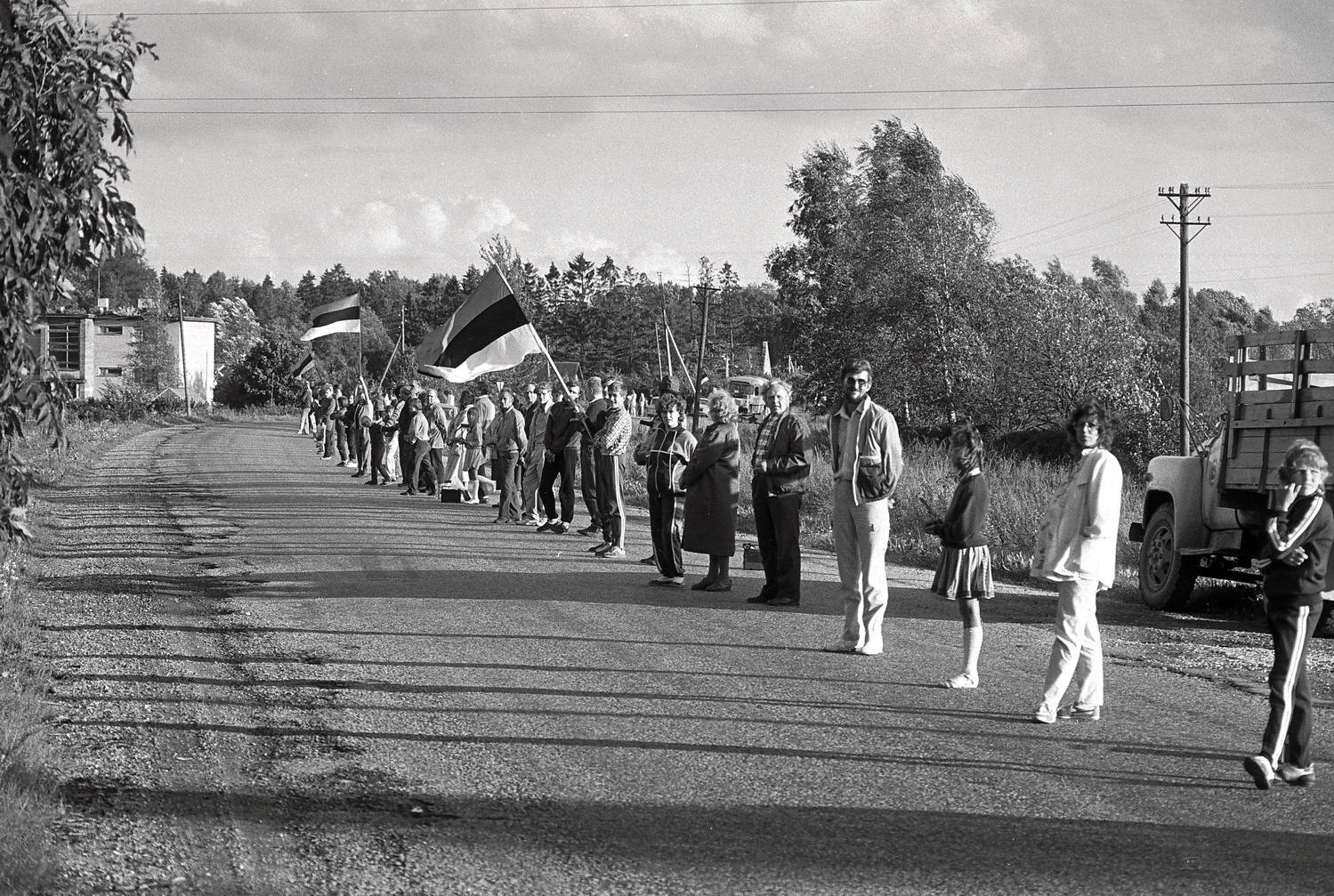
Bałtycki łańcuch (bałtycka droga) w Estonii

23 sierpnia 1989 r. miało miejsce historyczne wydarzenie: tzw. bałtycki łańcuch (także: bałtycka droga) utworzyli mieszkańcy trzech krajów, trzymając się za ręce, stojąc obok siebie na odcinku ok. 600 km. W wydarzeniu wzięło udział 700 tys. Estończyków.
Utwór „Pięć pieśni patriotycznych” Mattiisena został ponownie wykonany na festiwalu „Rock Summer” w Tallinnie w dniach 26–28 sierpnia 1988 r.  Z kolei Festiwal „Pieśń o Estonii” odbył się na Terenie Festiwalu Pieśni 11 września. Trivimi Velliste, prezes Stowarzyszenia Estońskiego Dziedzictwa, po raz pierwszy wyraził publiczną wolę odzyskania niepodległości. W kwietniu 1988 r. Stowarzyszenie zorganizowało masową demonstrację w Tartu: wywieszano wówczas po raz pierwszy od utraty niepodległości narodowe flagi. Aby uniknąć oskarżeń KGB, tworzono je z pojedynczych flag powiewających obok siebie: niebieskiej, czarnej i białej. Kilka miesięcy później, w czerwcu, na Rynku w Tallinnie, zaczęto śpiewać patriotyczne piosenki, wymachując już pełnoprawnymi flagami Estonii.
Najwyższa Rada ZSRR Estonii wydała 16 listopada 1988 r. „Estońską deklarację suwerenności”, a na początku 1989 r., pomimo protestów Rosjan, oficjalnie przywrócono przedwojenną flagę i język estoński.
Śpiewająca rewolucja w Estonii trwała ponad cztery lata, z różnymi protestami i aktami buntu. W 1991 r., Najwyższa Rada Estonii wraz z Kongresem Estonii ogłosiły przywrócenie niepodległego państwa Estonii i odrzuciły ustawodawstwo radzieckie. Było to dzień po puczu w Rosji i aresztowaniu Michaiła Gorbaczowa. Estończycy decydowali się działać jako ludzkie tarcze, aby chronić stacje radiowe i telewizyjne przed radzieckimi czołgami. Dzięki tym działaniom Estonia odzyskała niepodległość bez rozlewu krwi.
Niepodległość ogłoszono późnym wieczorem 20 sierpnia 1991 r., po osiągnięciu porozumienia między różnymi partiami politycznymi. Następnego ranka wojska radzieckie bezskutecznie próbowały  szturmować wieżę telewizyjną w Tallinnie. 
Islandia była pierwszym krajem, który uznał odnowioną niepodległość Estonii. Stało się to 22 sierpnia 1991 r.  Tablica upamiętniająca to wydarzenie znajduje się na zewnętrznej ścianie Ministerstwa Spraw Zagranicznych, która sama w sobie znajduje się na  Placu Islandii (est. Islandi väljak 1).